# Estadio Obafemi Awolowo
El Estadio Obafemi Awolowo es un estadio utilizado para la práctica del fútbol ubicado en la ciudad de Ibadán, Nigeria.

## Historia
El estadio fue construido en 1960 con el nombre Liberty Stadium durante el mandato del jefe Obafemi Awolowo, quien era el que gobernaba principalmente en la región oeste de Nigeria. El estadio cuenta con capacidad para 25 000 espectadores y es la sede del club Shooting Stars.
El 12 de noviembre de 2010 se decidió cambiar el nombre del estadio por el que tiene actualmente por idea del entonces presidente de Nigeria Goodluck Jonathan cuando visitó a la viuda de Obafemi Awolowo, la jefa Hannah Awolowo.

## Eventos importantes
El estadio ha sido sede de varios eventos importante a lo largo de su historia, entre los cuales están:
- Copa Africana de Naciones 1980: El estadio se usó en varios partidos del torneo, incluyendo la semifinal entre Argelia y Egipto.
- Final de la Copa CAF 1992: El estadio presención la final de la primera edición de la Copa CAF entre los locales del Shooting Stars y el Nakivubu Villa de Uganda, en donde salió campeón el Shooting Stars.
- Mundial Sub-20 1999: El estadio fue elegido una de las ocho sedes del mundial de la categoría, en el cual se jugaron los partidos del grupo C, un partido de octavos de final y uno de los cuartos de final.[5]